# 鷹司兼平
鷹司 兼平（たかつかさ かねひら）は、鎌倉時代中期の公卿・能書家。関白・近衛家実の四男。官位は従一位・関白、太政大臣。鷹司家の祖。通称は照念院関白（しょうねんいん かんぱく）。

## 経歴
暦仁元年（1238年）従二位権大納言兼右近衛大将となる。その後右大臣、左大臣を歴任。建長4年（1252年）摂政・藤氏長者宣下を賜り、太政大臣に任じられた。同6年（1254年）関白となる。一旦辞任するが建治元年（1275年）に再度摂政・藤氏長者となった。正応3年（1290年）出家し、覚理と号する。永仁2年（1294年）に智恵光院を開山するが、間もなく薨去。兼平は前後23年の長きにわたって摂関の任にあった。
能書家としても著名。日記に『称念院関白記（兼平公記）』、有職故実書に『照念院殿装束抄』がある。勅撰和歌集には4首入集している。
後深草院二条が綴った『とはずがたり』に登場する「近衛大殿」はこの兼平のことだと考えられている。

## 官歴
※日付は旧暦
| 和暦     | 西暦   | 月日       | 事柄                                               |
| -------- | ------ | ---------- | -------------------------------------------------- |
| 安貞2年  | 1228年 |            | 生誕。                                             |
| 嘉禄3年  | 1237年 | 2月23日    | 元服し、正五位下に叙位。                           |
| 嘉禄3年  | 1237年 | 2月28日    | 右近衛少将に任官。                                 |
| 嘉禄3年  | 1237年 | 7月17日    | 従四位下に昇叙し、右近衛少将如元。                 |
| 嘉禄3年  | 1237年 | 9月15日    | 右近衛中将に転任。                                 |
| 嘉禄3年  | 1237年 | 10月15日   | 禁色を聴される。                                   |
| 暦仁元年 | 1238年 | 1月5日     | 従四位上に昇叙し、右近衛中将如元。                 |
| 暦仁元年 | 1238年 | 1月22日    | 播磨権守を兼任。                                   |
| 暦仁元年 | 1238年 | 1月27日    | 従三位に昇叙し、右近衛中将如元。                   |
| 暦仁元年 | 1238年 | 閏2月15日  | 権中納言に転任。                                   |
| 暦仁元年 | 1238年 | 4月18日    | 権大納言に転任。帯剣を聴される。                   |
| 暦仁元年 | 1238年 | 9月1日     | 正三位に昇叙し、権大納言如元。                     |
| 暦仁元年 | 1238年 | 11月6日    | 従二位に昇叙し、権大納言如元。右近衛大将を兼任。   |
| 暦仁元年 | 1238年 | 12月23日   | 右馬寮御監を兼帯。                                 |
| 延応元年 | 1239年 | 4月23日    | 正二位に昇叙し、権大納言右近衛大将右馬寮御監如元。 |
| 仁治2年  | 1241年 | 4月17日    | 内大臣に転任。                                     |
| 仁治2年  | 1241年 | 4月18日    | 右近衛大将如元。                                   |
| 仁治2年  | 1241年 | 10月10日   | 右近衛大将を辞任。                                 |
| 寛元2年  | 1244年 | 6月13日    | 右大臣に転任。                                     |
| 寛元4年  | 1246年 | 3月28日    | 一上宣下。                                         |
| 寛元4年  | 1246年 | 11月15日   | 随身・兵仗を辞退。                                 |
| 寛元4年  | 1246年 | 12月24日   | 左大臣に転任。                                     |
| 宝治2年  | 1248年 | 10月23日   | 従一位に昇叙し、左大臣如元。                       |
| 建長4年  | 1252年 | 10月3日    | 摂政・氏長者宣下。左大臣如元。                     |
| 建長4年  | 1252年 | 11月3日    | 太政大臣に転任。摂政・氏長者如元。                 |
| 建長5年  | 1253年 | 11月8日    | 太政大臣を辞任。                                   |
| 建長6年  | 1254年 | 12月2日    | 摂政を辞し、准摂政宣下、関白宣下。                 |
| 正元元年 | 1259年 | 11月26日   | 亀山天皇践祚に伴い、関白如元宣下。                 |
| 弘長元年 | 1261年 | 4月29日    | 関白・氏長者を辞す。                               |
| 文永5年  | 1268年 | 12月29日   | 随身・兵仗を賜る。                                 |
| 建治元年 | 1275年 | 10月21日   | 摂政・氏長者宣下。                                 |
| 建治2年  | 1276年 | 12月14日   | 太政大臣宣下。摂政・氏長者如元。                   |
| 建治3年  | 1277年 | 4月26日    | 太政大臣を辞任。                                   |
| 弘安元年 | 1278年 | 12月7日    | 摂政を辞し、関白宣下。                             |
| 弘安9年  | 1286年 | 閏12月12日 | 兵仗を辞退。                                       |
| 弘安10年 | 1287年 | 8月11日    | 関白を辞す。                                       |
| 正応2年  | 1289年 | 6月1日     | 内覧宣下。                                         |
| 正応3年  | 1290年 | 3月30日    | 出家。                                             |
| 永仁2年  | 1294年 | 8月8日     | 薨去。享年67。                                     |

## 系譜
- 父：近衛家実（1179-1243）
- 母：藤原忠行女 - 『尊卑分脈』は藤原伊忠女とする
- 妻：一条実有娘（1231-1249）
  - 男子：鷹司基忠（1247-1313）
- 妻：平親継娘（?-1292）
  - 男子：鷹司兼忠（1262-1301）
  - 女子：鷹司朝子（?-?） - 近衛家基室
- 妻：葉室光俊娘
  - 男子：静誉
  - 男子：慈基